# Wiesenlandschaft bei Wahlschied
Wiesenlandschaft bei Wahlschied este o arie protejată (arie specială de conservare — SAC, sit de importanță comunitară — SCI) din Germania întinsă pe o suprafață de 70 ha, integral pe uscat.

## Localizare
Centrul sitului Wiesenlandschaft bei Wahlschied este situat la coordonatele 49°20′37″N 7°00′33″E / 49.3436°N 7.0092°E.

## Înființare
Situl Wiesenlandschaft bei Wahlschied a fost declarat sit de importanță comunitară în octombrie 2000 pentru a proteja un număr necunoscut de specii din flora spontană și fauna sălbatică aflate în arealul zonei. Situl a fost protejat și ca arie specială de conservare în aprilie 2017.

## Biodiversitate
Situată în ecoregiunea continentală, aria protejată conține 2 habitate naturale: Pajiști cu Molinia pe soluri calcaroase, turboase sau argilos-nămoloase (Molinion caeruleae), Fânețe de joasă altitudine (Alopecurus pratensis, Sanguisorba officinalis).
La baza desemnării sitului se află un număr nedeclarat de specii protejate.
Pe lângă speciile protejate, pe teritoriul sitului au mai fost identificate 9 specii de plante, 2 specii de nevertebrate.